# Saint-Victor-Malescours
Saint-Victor-Malescours é uma comuna francesa na região administrativa de Auvérnia-Ródano-Alpes, no departamento de Alto Loire. Estende-se por uma área de 14,42 km². Em 2010 a comuna tinha 836 habitantes (densidade: 58 hab./km²).